# 细叶香桂
细叶香桂（学名：Cinnamomum subavenium），又称香桂，属樟科，为常绿乔木，高达20米，胸径达50厘米；树皮灰色，片状剥落。叶互生或近对生；叶片椭圆形，卵状披针形，长3.5－13厘米，宽2－6厘米；叶全缘，三出脉明显。圆锥花序腋生，花淡黄色，长3－4毫米；花被片近椭圆形，长3毫米。果椭圆形，长7毫米，径5毫米，熟时蓝黑色。树皮含芳香油，作食品加工调料。